# Aleksander Andrzej Dąbrowski
Aleksander Andrzej Dąbrowski (ur. 29 października 1870, zm. 5 sierpnia 1925 w Stryju) – generał brygady Wojska Polskiego.

## Życiorys
Aleksander Andrzej Dąbrowski urodził się 29 października 1870 na Suwalszczyźnie. Uczył się w gimnazjum klasycznym, a od 9 października 1888 w szkole junkrów w Mariampolu, którą ukończył w 1892. Zawodową służbę wojskową pełnił w intendenturze Armii Imperium Rosyjskiego. W 1907 ukończył Akademię Intendentury w Petersburgu. Od stycznia do maja 1918 pełnił służbę w I Korpusie Polskim.
Służbę w Wojsku Polskim rozpoczął w Departamencie Gospodarczym Ministerstwa Spraw Wojskowych. Od 4 czerwca 1920 do 1 lipca 1921 był zastępcą szefa intendentury Dowództwa Okręgu Generalnego „Lwów” oraz pełnił obowiązki szefa intendentury tego okręgu. 9 listopada 1920 został zatwierdzony z dniem 1 kwietnia 1920 w stopniu pułkownika intendenta, w grupie oficerów byłych Korpusów Wschodnich i byłej armii rosyjskiej. 26 października 1923 Prezydent RP Stanisław Wojciechowski zatwierdził go w stopniu generała brygady. Mieszkał we Lwowie.

## Awanse
- podporucznik – 1892
- porucznik – 1896
- sztabskapitan – 1900
- kapitan – 1907
- podpułkownik – 1911
- pułkownik – 1915